# Кириакос Тавуларис
Кириакос Тавуларис или капитан Кацанос (на гръцки: Κυριάκος Ταβουλάρης, Κατσανός) е гръцки офицер и революционер, деец на Гръцката въоръжена пропаганда в Македония от началото на XX век.

## Биография
Роден е на полуостров Мани, Гърция. Кириакос Тавуларис достига офицерски чин в гръцката армия. Назначен е за служител в гръцкото консулство в Солун, където работи от март 1906 до 1909 година и успоредно с това подпомага гръцката пропаганда в района.